# Nebbiolo
Le nebbiolo est un cépage noir de cuve présent dans la composition des plus grands vins du Piémont : Barolo, Barbaresco, Carema.
Il donne des vins généralement à la robe grenat intense avec de légers reflets orangés et ses tanins sont enveloppés sur un bon support acide.

## Étymologie
L’origine la plus probable est celle du mot italien nebbia, ou piémontais nebia, qui désignent le brouillard ou la brume. Ces conditions météorologiques se retrouvent dans les collines du Piémont pendant la récolte, qui a généralement lieu à la fin du mois d'octobre, un brouillard profond et intense s'installe dans le Langhe, région où se trouvent de nombreux vignobles de Nebbiolo.
Le terme peut aussi faire référence à la couleur bleutée et grise de la pruine recouvrant la surface des baies de raisins à la période des vendanges. Le nom est peut-être également dérivé du mot italien nobile, signifiant noble.  

## Origine et répartition géographique

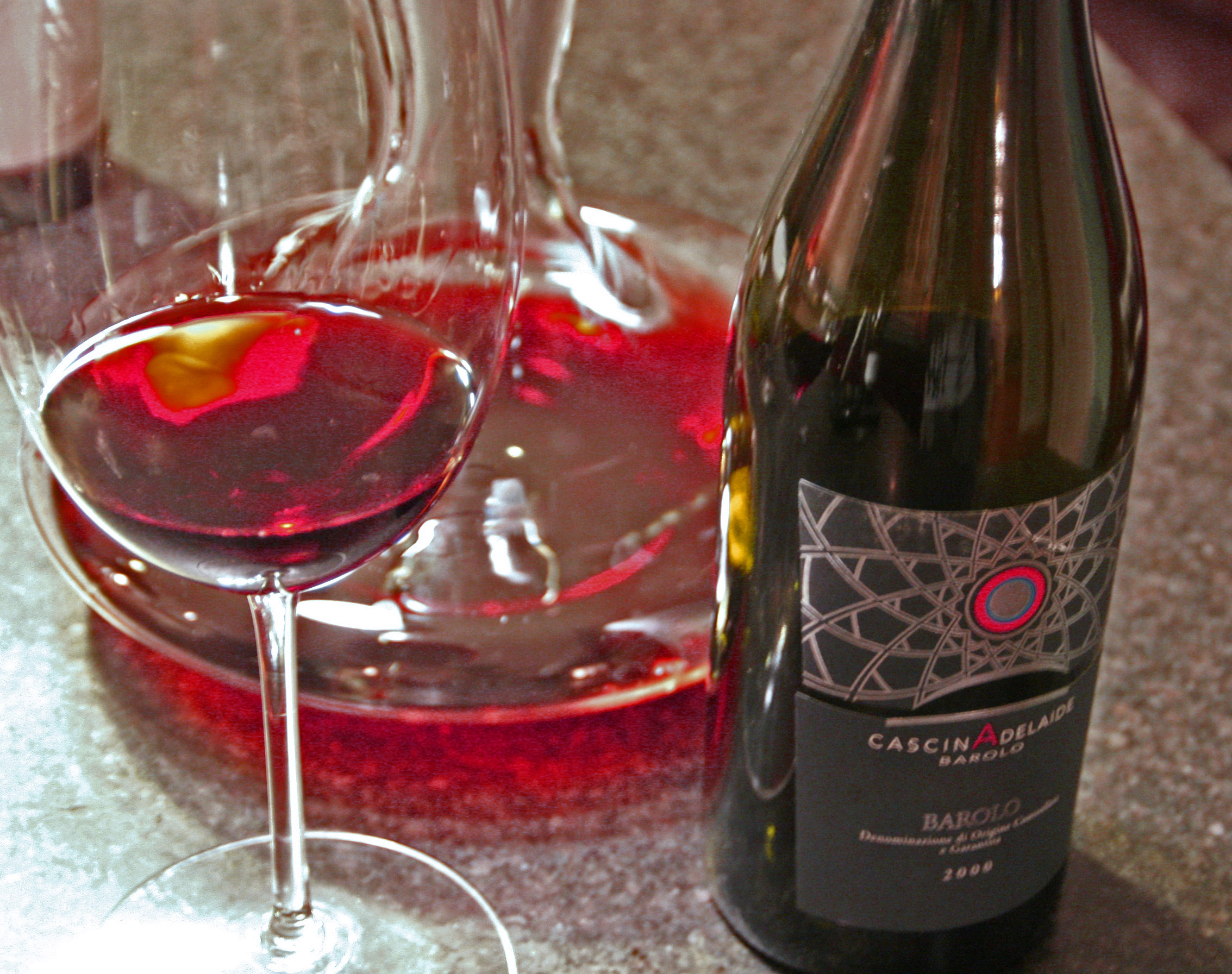
Le Barolo, vin italien piémontais fait à partir de nebbiolo.

Des études sur l'ADN effectuées par Anna Schneider et José Vouillamoz au CNR à Turin ainsi qu'à l'université de Californie à Davis ont montré que le nebbiolo est directement apparenté au freisa, alors que ce dernier est un descendant du viognier,.
Il est classé cépage d'appoint en DOC Albugnano, Barbaresco, Barolo, Boca, Bramaterra, Canavese, Carema, Colline Novaresi, Colline Saluzzesi, Coste della Sesia, Fara, Gattinara, Ghemme, Langhe, Lessona, Nebbiolo d'Alba, Pinerolese, Roero, Sizzano, Terre di Franciacorta, Vallée d'Aoste et Valtellina.
Outre l'Italie, il est aussi cultivé au Mexique, aux États-Unis particulièrement en Californie, au Brésil et en Australie.

## Synonymes
Le nebbiolo est aussi connu sous les noms chiavennasca, chiavennasca  di Valtellina, melasca, melascone, nebbieul grosso, nebbieul  maschio,  nebbiolo d'Asti, nebbiolo del Bolla, nebbiolo di Barbaresco, nebbiolo di Barolo, nebbiolo di Carema, nebbiolo di Piemonte, nebbiolo di Sinestra Tanaro, nebbiolo Lampia, nebbiolo Michet, picotener ou picotenero, picoultener, spanna, uva span, uva spanna.